# 국도 제4호선 (모로코)
국도 제4호선(아랍어: الطريق الوطنية 4, 프랑스어: Route nationale 4, N4)은 모로코의 케니트라에서 페스까지 이어주는 총 연장 153 km 거리를 가진 모로코의 일반 국도이자 간선 도로이다. 또한 도로의 방향은 동서 방향이다.